# Rosse (kráter)
Nezaměňovat s měsíčním kráterem podobného názvu – Ross.
Rosse je malý impaktní kráter ve tvaru misky o průměru 12 km nacházející se v jižní části Mare Nectaris (Moře nektaru) na přivrácené straně Měsíce.
Západně se nachází kráter Beaumont, jihozápadně pak lávou zatopený Fracastorius.

## Název
Je pojmenován podle irsko-anglického astronoma William Parsonse, lorda Rosse.

## Satelitní krátery
V okolí kráteru se nachází několik dalších kráterů. Ty byly označeny podle zavedených zvyklostí jménem hlavního kráteru a velkým písmenem abecedy.
| Rosse | Sel. šířka | Sel. délka | Průměr |
| ----- | ---------- | ---------- | ------ |
| C     | 18,5° J    | 34,4° V    | 5 km   |